# Rigurgito (idraulica)
In idraulica il termine rigurgito indica, per il moto permanente (o al più gradualmente vario) di un fluido a superficie libera e in condizioni locali di corrente sub-critica, i casi in cui i tiranti tendono ad aumentare procedendo nel verso della corrente; la costanza della portata alle varie sezioni impone che la velocità media sia invece decrescente nella stessa direzione.
Un rigurgito si può avere in un corso d'acqua o in un canale per la presenza di un ostacolo (e.g. una pila da ponte o una traversa), oppure per la confluenza in un corpo idrico ricettore caratterizzato da una quota della superficie libera maggiore.
Attualmente, tramite l'integrazione dell'equazione di bilancio dell'energia, unitamente a una formula per esprimere le dissipazioni continue (e.g. Chezy) e la conoscenza della geometria del canale, è possibile ricostruire il profilo di rigurgito.
In passato invece, specialmente prima dell'avvento dei calcolatori elettronici, sulla scorta di valutazioni empiriche si calcolava la distanza alla quale il rigurgito aveva effetti trascurabili sul tirante di moto uniforme con formule del tipo:

{\displaystyle L=\alpha ({\frac {h_{valle}-h_{monte}}{i_{f}}})}
dove il termine tra parentesi viene talora chiamato "ampiezza idrostatica", {\displaystyle h} indica il tirante, {\displaystyle i_{f}} indica la pendenza del fondo. Infine {\displaystyle \alpha } è una costante numerica a cui vengono assegnati generalmente valori compresi fra 1,5 (regola del Funk) e 2,0 (Poirèe). Si fa notare che, con un valore di {\displaystyle \alpha } pari a 1,0 (considerato corretto da molti illustri idraulici italiani dai tempi del Guglielmini fino all'Ottocento), la superficie del rigurgito risulterebbe orizzontale.
In realtà il valore di {\displaystyle \alpha } dipende dai tiranti di monte e di valle, per cui sarebbe più preciso utilizzare i valori della tabella qui riportata, ottenuti sulla base dell'integrazione dell'equazione di bilancio dell'energia per un canale rettangolare (Marzolo, 1941):
| {\displaystyle h_{valle}/h_{monte}} | 8.3  | 6.0 | 4.3 | 3.5 | 2.7 | 1.9 | 1.5 | 1.3 | 1.25 |
| {\displaystyle \alpha }             | 1.05 | 1.1 | 1.2 | 1.3 | 1.5 | 2.0 | 3.0 | 4.0 | 5.0  |